# Revolução Praieira
A Revolução Praieira, também denominada como Insurreição Praieira, Revolta Praieira ou simplesmente Praieira, foi um movimento de caráter liberal e federalista que eclodiu na província de Pernambuco, no Brasil, entre 1848 e 1850. O nome do movimento é uma alusão ao jornal que, duma certa forma, inspirou os seus princípios — o "Diário Novo", situado à rua da Praia, no Recife.
A última das revoltas provinciais está ligada às lutas político-partidárias que marcaram o Período Regencial e o início do Segundo Reinado. Sua derrota representou uma demonstração de força do reinado de D. Pedro II (1840-1889).

## Contexto
De forma global, inscreveu-se no contexto das revoluções liberais, socialistas e nacionalistas que varreram a Europa neste período do século XIX, incluindo a Revolução de 1848 na França que promoveu a extinção do absolutismo no país.
Em nível local foi influenciada pelas ideias liberais dos que se queixavam da falta de autonomia provincial, sendo marcada pelo repúdio à monarquia, com manifestações a favor da independência política, da república e por um reformismo radical.
Com fundo social, econômico e político, contou com a participação das camadas menos favorecidas da Província de Pernambuco, oprimidas pela grande concentração fundiária nas mãos de poucos proprietários. Como exemplo, uma quadra popular à época, refere à poderosa família Cavalcanti de Albuquerque. 
"Quem viver em Pernambuco
não há de estar enganado:
Que, ou há de ser Cavalcanti,
ou há de ser cavalgado." (Quadra popular)
Ainda como fundo socioeconômico, registra-se a histórica rivalidade com os portugueses, que dominavam o comércio na província. Em síntese, as principais causas da Rebelião Praieira foram:
- o predomínio do latifúndio;
- a dependência e marginalização do pequeno agricultor;
- o encarecimento dos gêneros de primeira necessidade;
- o papel monopolizador dos comerciantes portugueses;
- o êxodo rural;
- a crise da economia pernambucana.

## A luta
A revolta teve como causa imediata a destituição, por D. Pedro II, do Presidente da Província Antônio Pinto Chicorro da Gama (1800-1887), representante dos liberais. Durante quatro anos à frente do poder, Chicorro da Gama combatera o poder local dos gabirus, grupos mais poderosos da aristocracia latifundiária e mercantil, ligados ao Partido Conservador.
A substituição deste liberal pelo ex-regente Araújo Lima, extremamente conservador, foi o estopim para o início da revolução, que já acumulava insatisfação com a política imperial e dificuldades devido ao declínio da economia açucareira. 
Os rebeldes queriam formar uma nova Constituinte para alterar a Constituição brasileira de 1824, visando a efetiva liberdade de imprensa (uma vez que esta estava limitada, extinguindo artigos que ferissem a família real ou a moral e os bons costumes), a extinção do Poder moderador e do cargo vitalício de Senador, voto livre e universal, garantia de trabalho, além da nacionalização do comércio varejista que estava nas mãos dos portugueses.
Em abril de 1848, os setores radicais do Partido Liberal pernambucano – reunidos em torno do jornal Diário Novo, na Rua da Praia, no Recife, e conhecidos como praieiros – condenaram a destituição de Chichorro da Gama, interpretando esse gesto como mais uma arbitrariedade imperial.
A revolta contra o novo governo da Província eclodiu em Olinda, a 7 de novembro de 1848, sob a liderança do general José Inácio de Abreu e Lima, do Capitão de Artilharia Pedro Ivo Veloso da Silveira, do Tenente Coronel da Guarda Nacional Bernardo José da Câmara, futuro Barão de Palmares, do deputado liberal Joaquim Nunes Machado e do militante da ala radical do Partido Liberal, Antônio Borges da Fonseca. O presidente nomeado da Província, Herculano Ferreira Pena, foi afastado e o movimento espalhou rapidamente por toda a Zona da Mata de Pernambuco.
A rebelião propriamente dita realizou-se por etapas que foram se sucedendo e tomando características próprias em cada período; foi iniciada a 7 de novembro de 1848, em Olinda, quando os amotinados, compreendendo que dispunham de maior chance de apoio no interior, foram para o norte, de onde partiram para Igarassu e Goiana. Procuravam a área de influência de senhores de engenho liberais, como Manuel Pereira de Morais. 
Ocuparam, sucessivamente, as duas cidades, depois de enfrentar os legalistas em Maricota, hoje, Abreu e Lima, e em Muçupinho. O apoio do rico senhor de engenho de Inhamã, fez com que a revolta fosse chamada, inicialmente, de "guerra do Morais". Depois do combate de Muçupinho, em que o governo teve uma vitória pouco expressiva, eles se dirigiram para Nazaré da Mata, que foi ocupada, a 12 de novembro, por Joaquim Gonçalves Guerra, influente senhor de engenho do vale do Siriji.
Em 1 de janeiro de 1849, os revoltosos lançaram o seu programa, um documento que denominaram Manifesto ao Mundo, de conteúdo, em sua maior parte, social Liberal (voto universal, liberdade de expressão, garantia de trabalho, separação dos poderes, direitos individuais na esfera jurídica), supostamente escrito por Borges da Fonseca, um jornalista. O manifesto defendia:
- o voto livre e universal do povo brasileiro;
- a plena e absoluta liberdade de comunicar os pensamentos por meio da imprensa (liberdade de imprensa);
- o trabalho, como garantia da vida para o cidadão brasileiro;
- o comércio a retalho só para os cidadãos brasileiros;
- a inteira e efetiva independência dos poderes constituídos;
- a extinção do Poder Moderador e do direito de agraciar;
- o elemento federal na nova organização
- a completa reforma do Poder Judiciário, de forma a assegurar as garantias dos direitos individuais dos cidadãos;
- a extinção da lei do juro convencional;
- a extinção do sistema de recrutamento militar então vigente.

Depois de receber a adesão da população urbana que vivia em extrema pobreza, pequenos arrendatários, boiadeiros, mascates e negros libertos, os praieiros marcharam sobre o Recife em fevereiro de 1849 com quase 2,5 mil combatentes, mas foram rechaçados. Marcharam em três Divisões, uma comandada por João Inácio de Ribeiro Roma, a segunda por Bernardo Câmara e a terceira era comandada por Pedro Ivo Veloso da Silveira.

## A repressão
A província foi pacificada por Manuel Vieira Tosta, indicado como novo presidente, auxiliado pelo Brigadeiro José Joaquim Coelho, novo Comandante das Armas. As forças rebeldes foram derrotadas nos combates de Água Preta e de Igarassu.
Os líderes do movimento, pertencentes à classe dominante, foram detidos e julgados apenas em 28 de novembro de 1851, quando os ânimos na província já tinham serenado, ocasião em que o governo imperial pôde lhes conceder anistia. Voltaram, assim, a ocupar os seus cargos públicos e a comandar os seus engenhos.
Por outro lado, os rebeldes das camadas sociais menos privilegiadas - rendeiros, trabalhadores e outros - não tiveram direito a julgamento e, ou sofreram recrutamento forçado ou foram anistiados por intervenção de seus superiores para retornarem ao trabalho, exceto aqueles que foram sumariamente fuzilados durante e logo após os combates.

## Consequências
Com o fim da Praieira, no início de 1850, iniciou-se outra parte do Segundo Reinado, um período de tranquilidade política, fruto do parlamentarismo e da política da conciliação implantados por D. Pedro II, e da prosperidade trazida pelo café.
Em consequência da violência Praieira contra os luso-brasileiros, estes solicitaram ajuda ao Reino de Portugal, que lhes forneceu duas embarcações e construiu infraestruturas no ainda modesto povoado de Moçâmedes (atualmente Angola), com vistas a formar uma colónia agrícola-comercial, que viria satisfazer os objetivos do império colonial. A primeira das embarcações, o brigue Douro, chegou na baía do Namibe em 1 de agosto de 1849, seguido pela embarcação Tentativa Feliz, em 3 de agosto.